# جیهونی‌تو

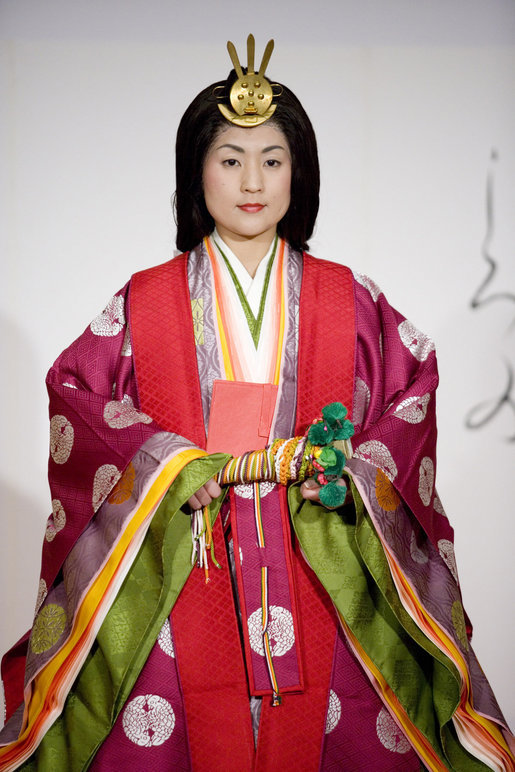
زن جوانی که جونیهیتو بر تن دارد

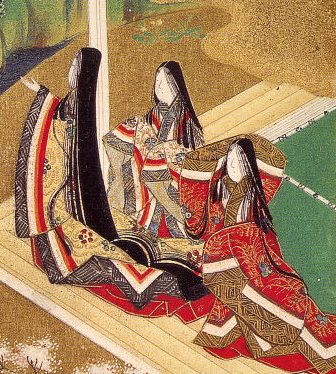
زنان بلندرتبه که جونیهیتو پوشیده‌اند

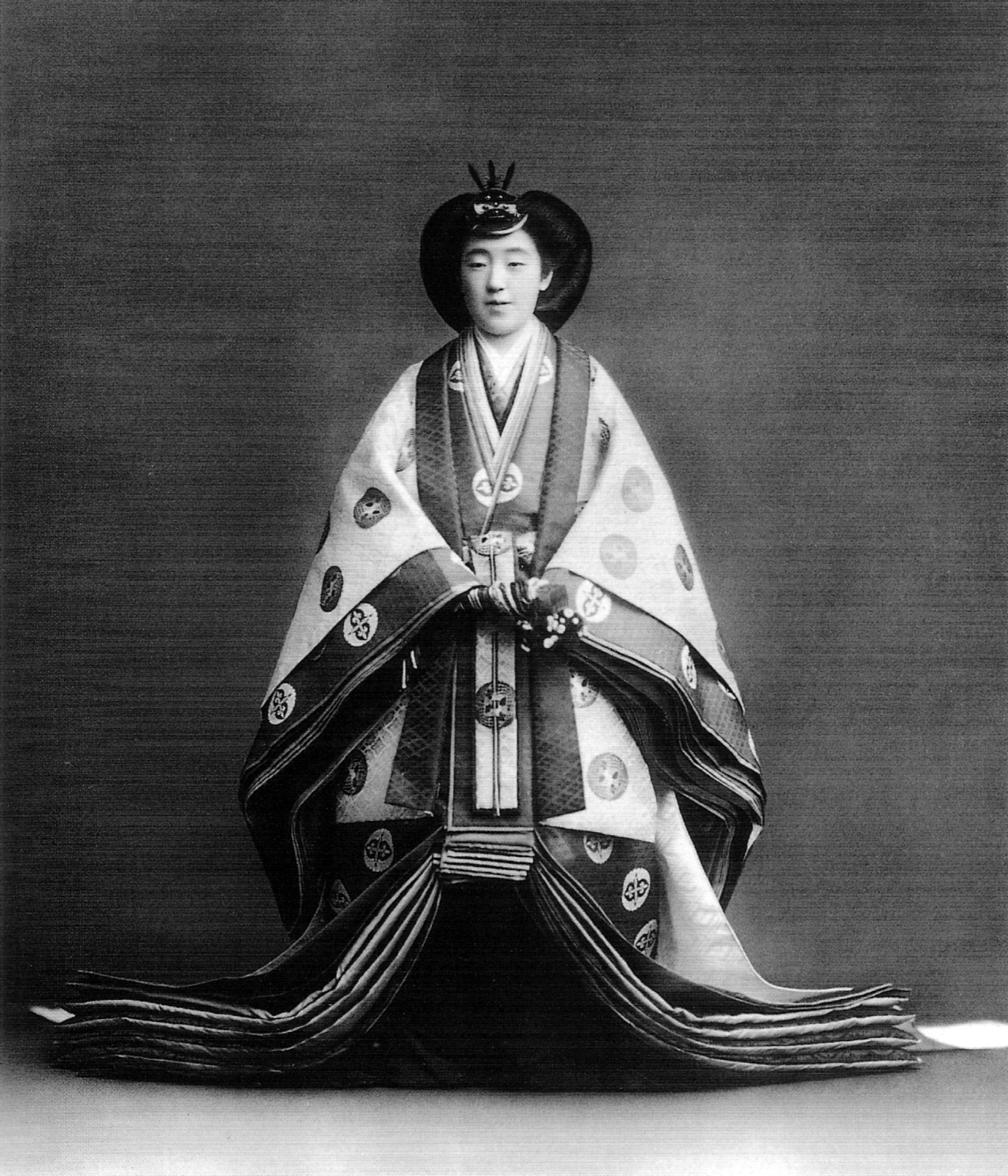
امپراتورس کوجان

جونیهیتو ، (به انگلیسی: Jūnihitoe)، (به ژاپنی: 十二単衣)، یک کیمونوی  بسیار زیبا و با ظرافت بوده و تنها زنان بلندرتبه (court-ladies) در ژاپن آن را بر تن می‌کنند. برگردان لغوی آن به معنای دوازدهم شنل می‌باشد.

جونیهیتو در سده دهم در دوره هی‌آن پدیدار گشت، لایه‌های مختلف این کیمونو از بافته‌های ابریشمی می‌باشد. پایین‌ترین لایه از ابریشم سفید بافته شده و مابقی لایه‌ها با نام‌های گوناگون روی آن پوشیده شده و سپس آخرین لایه یا کت پوشیده می‌شود.

تنظیم رنگ‌ها و لایه‌ها در جونیهیتو بسیار مهم است.

## جونیهیتو شامل لایه‌های زیر است
- پوشش زیرین
- کاسود
- ناگابکاما
- هیتو
- یوچیگی
- یوچیگینو
- یواگی
- کوچگی
- مو